# Liste der Biografien/Merr
Liste der Biografien |
Portal Biografien |
Personensuche
# |
A |
B |
C |
D |
E |
F |
G |
H |
I |
J |
K |
L |
M |
N |
O |
P |
Q |
R |
S |
T |
U |
V |
W |
X |
Y |
Z |
?
 
Ma |
Mb |
Mc |
Md |
Me |
Mf |
Mg |
Mh |
Mi |
Mj |
Mk |
Ml |
Mm |
Mn |
Mo |
Mp |
Mq |
Mr |
Ms |
Mt |
Mu |
Mv |
Mw |
Mx |
My |
Mz
 
Mea–Mee |
Mef |
Meg |
Meh |
Mei |
Mej |
Mek |
Mel |
Mem |
Men |
Meo |
Mep |
Mer |
Mes |
Met |
Meu |
Mev |
Mew |
Mex |
Mey |
Mez
 
Mera |
Merb |
Merc |
Merd |
Mere |
Merf |
Merg |
Merh |
Meri |
Merj |
Merk |
Merl |
Merm |
Mern |
Mero |
Merr |
Mers |
Mert |
Meru |
Merv |
Merw |
Merx |
Mery |
Merz
Die Liste der Biografien führt alle Personen auf, die in der deutschsprachigen Wikipedia einen Artikel haben. Dieses ist eine Teilliste mit 141 Einträgen von Personen, deren Namen mit den Buchstaben „Merr“ beginnt.

## Merr

### Merre
- Merredew, Gladys (1905–1972), britische Schauspielerin und Sängerin
- Merrell, George R. (1898–1962), US-amerikanischer Diplomat
- Merrells, Jason (* 1968), britischer Schauspieler und Filmregisseur
- Merrells, Simon (* 1965), britischer Schauspieler
- Merrem, Blasius (1761–1824), Zoologe
- Merrem, Georg (1908–1971), deutscher Neurochirurg
- Merrem, Jakob (1850–1920), deutscher Kreisdeputierter und Landrat
- Merrem-Nikisch, Grete (1887–1970), deutsche Opernsängerin (Sopran)
- Merren, Tyler (* 1984), US-amerikanischer Goalballspieler
- Merret, Christopher (1614–1695), englischer Arzt und Naturforscher
- Merret, Faustine (* 1978), französische Windsurferin
- Merrett, Bryan (1934–2001), englischer Tischtennisspieler und -trainer
- Merrett, Donald (1908–1954), britischer Mörder
- Merrett, Ken († 1986), englischer Tischtennisspieler
- Merrett, Nigel (* 1940), britischer Ichthyologe und Meeresbiologe

### Merrh
- Merrheim, Alphonse (1871–1925), französischer Kupferschmied und Funktionär in der Gewerkschaft Confédération générale du travail (CGT)

### Merri
- Merriam Hawk, Lhotse (* 1972), US-amerikanische Sportfunktionärin und Unternehmerin
- Merriam, Augustus C. (1843–1895), US-amerikanischer Klassischer Philologe, Archäologe und Epigraphiker
- Merriam, Charles Edward (1874–1953), US-amerikanischer Politikwissenschaftler und Hochschullehrer
- Merriam, Clinton Hart (1855–1942), englischer Paläontologe
- Merriam, Clinton L. (1824–1900), US-amerikanischer Politiker
- Merriam, Frank (1865–1955), US-amerikanischer Politiker
- Merriam, John Campbell (1869–1945), US-amerikanischer Paläontologe
- Merriam, William Rush (1849–1931), US-amerikanischer Politiker
- Merrick, David (1911–2000), US-amerikanischer Theaterproduzent
- Merrick, Donald (* 1955), US-amerikanischer Sprinter
- Merrick, Doris (1919–2019), US-amerikanische Schauspielerin und zuvor Model
- Merrick, Gil (1922–2010), englischer Fußballtorwart und Fußballtrainer
- Merrick, Joseph (1862–1890), Engländer, der als Elefantenmensch bezeichnet wurdeJoseph Merrick (1862–1890)

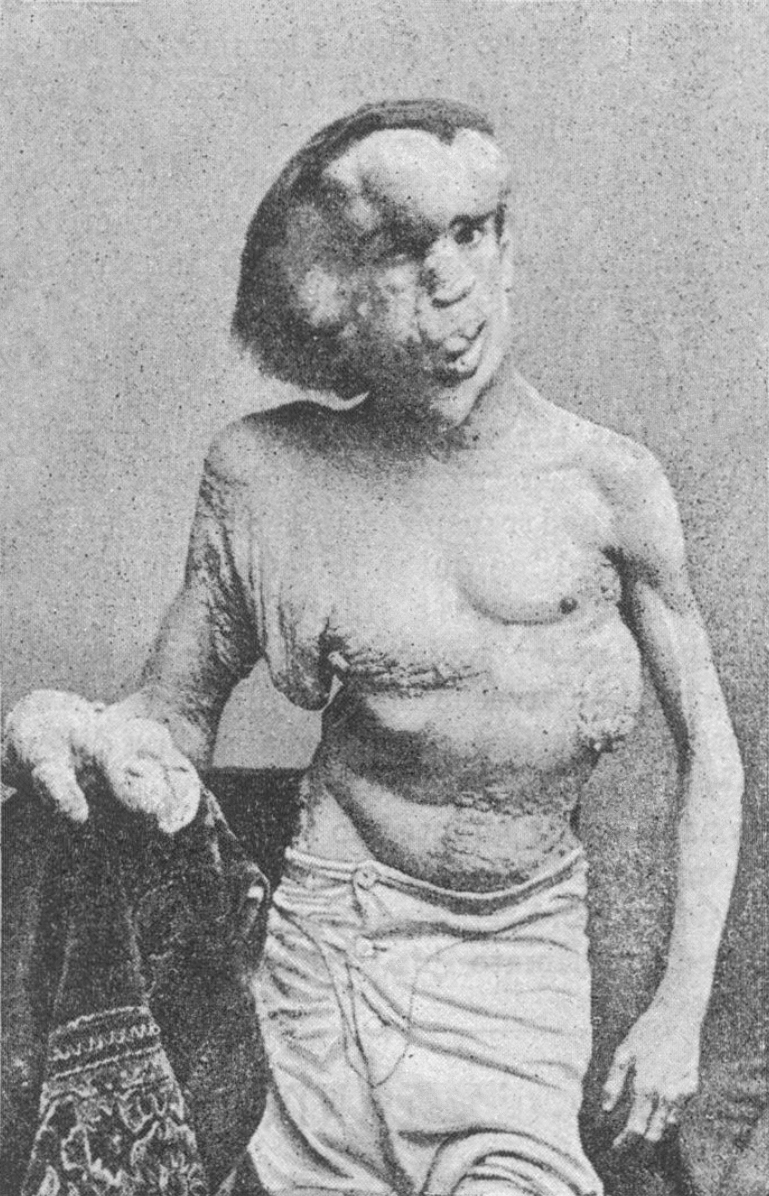
Joseph Merrick (1862–1890)

- Merrick, Laurence (1926–1977), US-amerikanischer Filmregisseur und Autor
- Merrick, Leonard (1864–1939), britischer Schriftsteller und Schauspieler
- Merrick, Mahlon (1900–1969), US-amerikanischer Filmkomponist und Filmschaffender
- Merrick, Ray (1918–2003), britischer Autorennfahrer
- Merrick, Robert (* 1971), US-amerikanischer Segler
- Merrick, Thom (* 1963), US-amerikanischer Maler, Bildhauer und Installationskünstler
- Merrick, Wayne (* 1952), kanadischer Eishockeyspieler
- Merrick, Will (* 1993), britischer Schauspieler
- Merrick, William Duhurst (1793–1857), US-amerikanischer Politiker
- Merrick, William Matthew (1818–1889), US-amerikanischer Jurist und Politiker
- Merricks, John (1971–1997), britischer Segler
- Merridale, Catherine (* 1959), britische Historikerin, Hochschullehrerin und Autorin
- Merrien, Lee (* 1979), britischer Mittel- und Langstreckenläufer
- Merrienboer, Adrianus van (1894–1947), niederländischer Bogenschütze
- Merriënboer, Jeroen van (1959–2023), niederländischer Bildungsforscher
- Merriex, Bingo (* 1980), US-amerikanischer Basketballspieler
- Merrifield, Ed (1932–2020), US-amerikanischer Schiedsrichter im American Football
- Merrifield, Mary Philadelphia (1804–1889), britische Schriftstellerin und Expertin für Algen
- Merrifield, Robert Bruce (1921–2006), amerikanischer Chemiker und Nobelpreisträger für Chemie
- Merril, Judith (1923–1997), US-amerikanische Science-Fiction-Autorin, -Herausgeberin und politische Aktivistin
- Merrild, Annette (* 1972), dänische zeitgenössische Künstlerin
- Merrilees, Kieran (* 1989), schottischer Badmintonspieler
- Merrill, Alan (1951–2020), US-amerikanischer Sänger, Gitarrist, Songschreiber, Schauspieler und Model
- Merrill, Bob (* 1918), US-amerikanischer Jazzmusiker
- Merrill, Bob (1921–1998), US-amerikanischer Songwriter, Theaterkomponist, Texter und Drehbuchautor
- Merrill, Bob (* 1958), US-amerikanischer Jazzmusiker
- Merrill, Brandon, Rodeoreiterin, Schauspielerin, Model
- Merrill, Charles E. (1885–1956), US-amerikanischer Investmentbanker
- Merrill, Christine (* 1987), sri-lankische Hürdenläuferin US-amerikanischer Herkunft
- Merrill, D. Bailey (1912–1993), US-amerikanischer Politiker
- Merrill, Dina (1923–2017), US-amerikanische Schauspielerin und UnternehmerinDina Merrill (1923–2017)

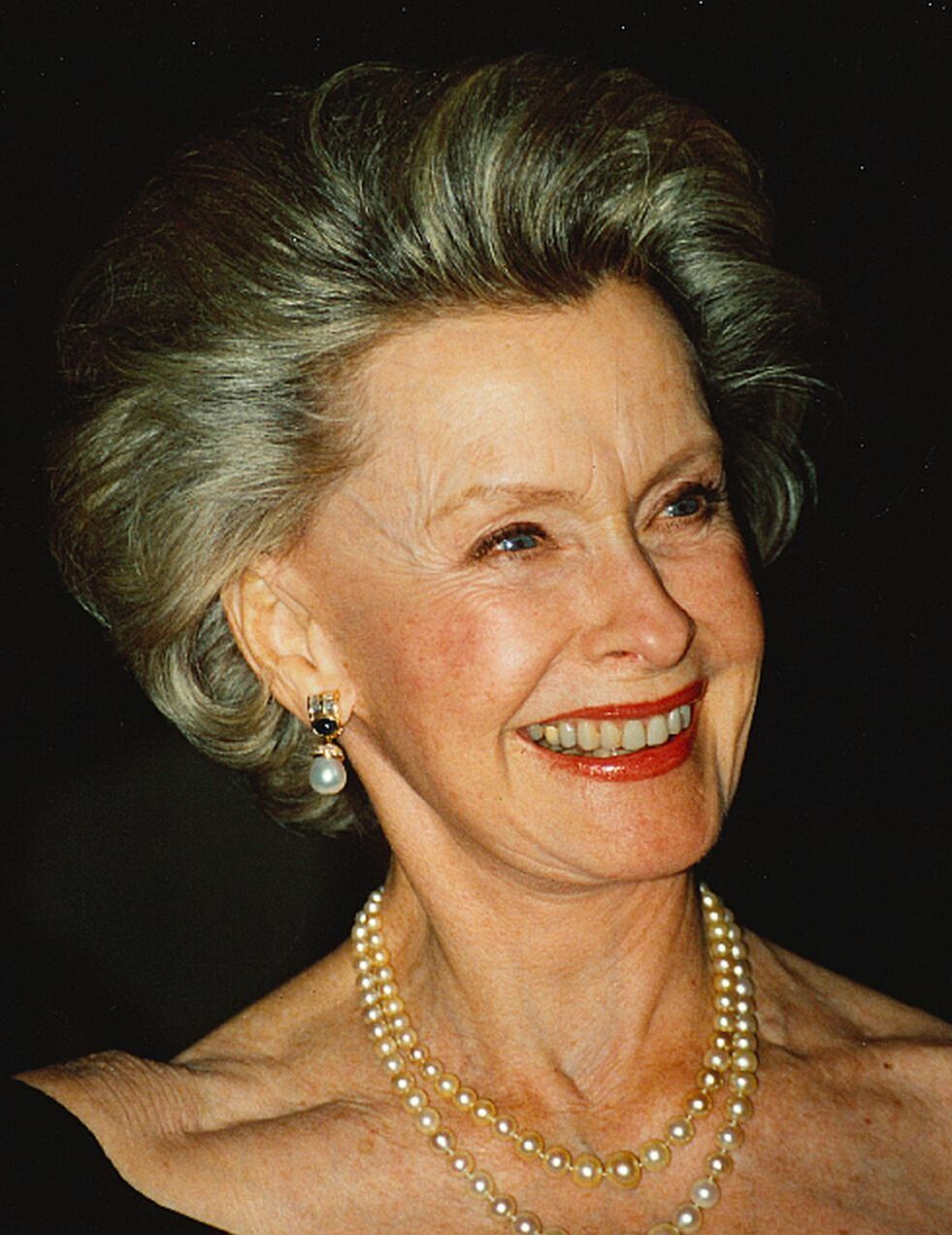
Dina Merrill (1923–2017)

- Merrill, Elmer Drew (1876–1956), US-amerikanischer Botaniker
- Merrill, Farrand F. (1814–1859), US-amerikanischer Politiker und Anwalt
- Merrill, Frank (1893–1966), US-amerikanischer Schauspieler
- Merrill, Frank (1903–1955), US-amerikanischer Militär, Major General der US Army
- Merrill, Frederick (1861–1916), US-amerikanischer Geologe
- Merrill, Gary (1915–1990), US-amerikanischer Schauspieler
- Merrill, George (1867–1928), englischer Schwulenaktivist
- Merrill, Gretchen (1925–1965), US-amerikanische Eiskunstläuferin
- Merrill, Helen (1918–1997), US-amerikanisch-deutsche Theateragentin
- Merrill, Helen (* 1929), US-amerikanische Jazzsängerin
- Merrill, Helen Abbot (1864–1949), US-amerikanische Mathematikerin und Hochschullehrerin
- Merrill, Hugh D. (1877–1954), US-amerikanischer Politiker und Rechtsanwalt
- Merrill, James (1926–1995), US-amerikanischer Schriftsteller
- Merrill, Jan (* 1956), US-amerikanische Mittel- und Langstreckenläuferin
- Merrill, Jean (1923–2012), US-amerikanische Kinderbuch-Autorin

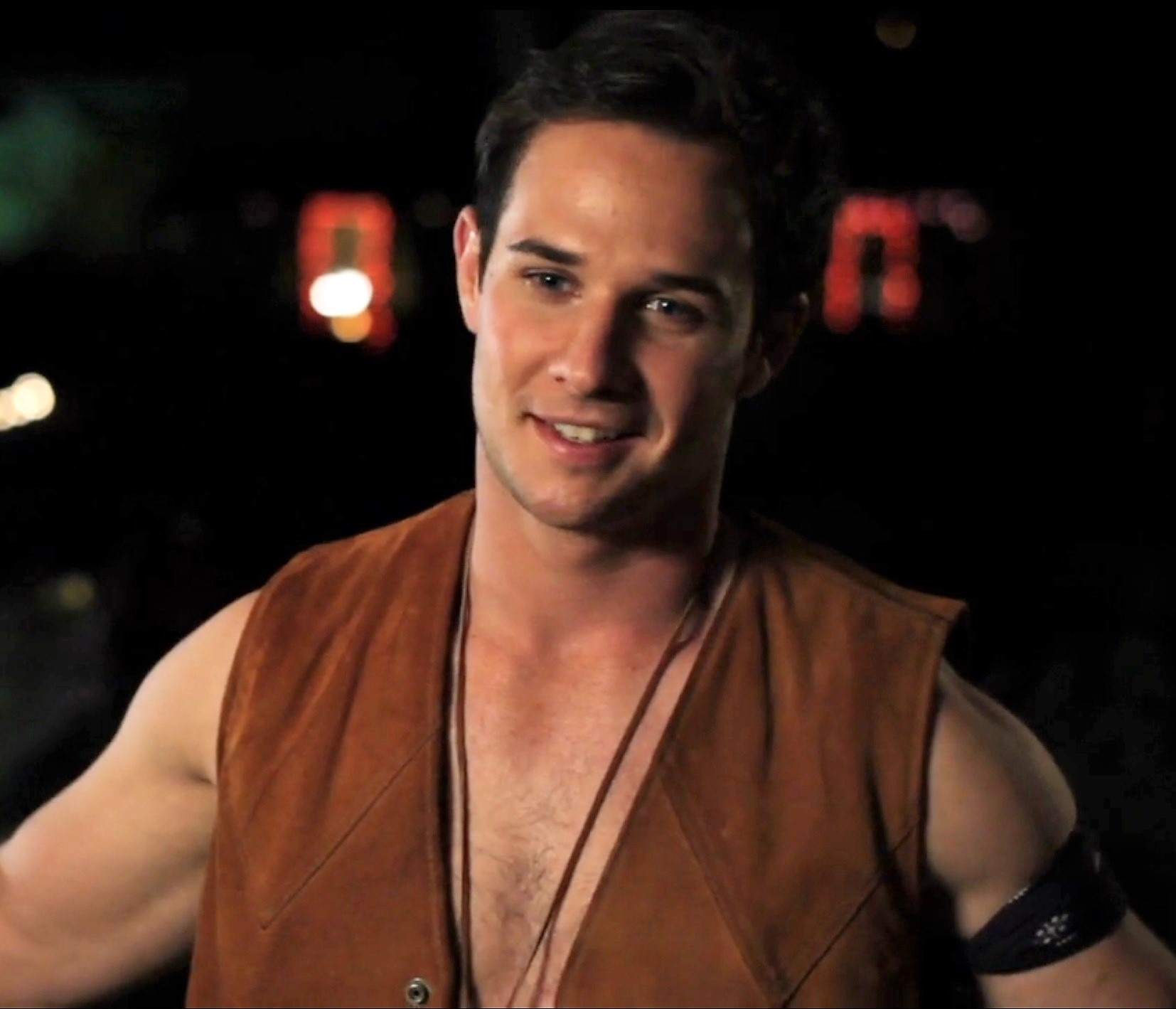
Ryan Merriman (* 1983)

- Merrill, John P. (1917–1984), US-amerikanischer Mediziner
- Merrill, Jon (* 1992), US-amerikanischer Eishockeyspieler
- Merrill, Kieth (* 1940), US-amerikanischer Drehbuchautor, Regisseur und Filmproduzent
- Merrill, Leland (1920–2009), US-amerikanischer Ringer
- Merrill, Orsamus Cook (1775–1865), US-amerikanischer Politiker
- Merrill, Paul Willard (1887–1961), US-amerikanischer Astronom
- Merrill, Peter C. (* 1930), US-amerikanischer Linguist, Germanist sowie Kultur-, Literatur- und Kunsthistoriker
- Merrill, Richard B. (1949–2008), US-amerikanischer Erfinder, Ingenieur und Fotograf
- Merrill, Robbie (* 1963), US-amerikanischer BassistRobbie Merrill (* 1963)

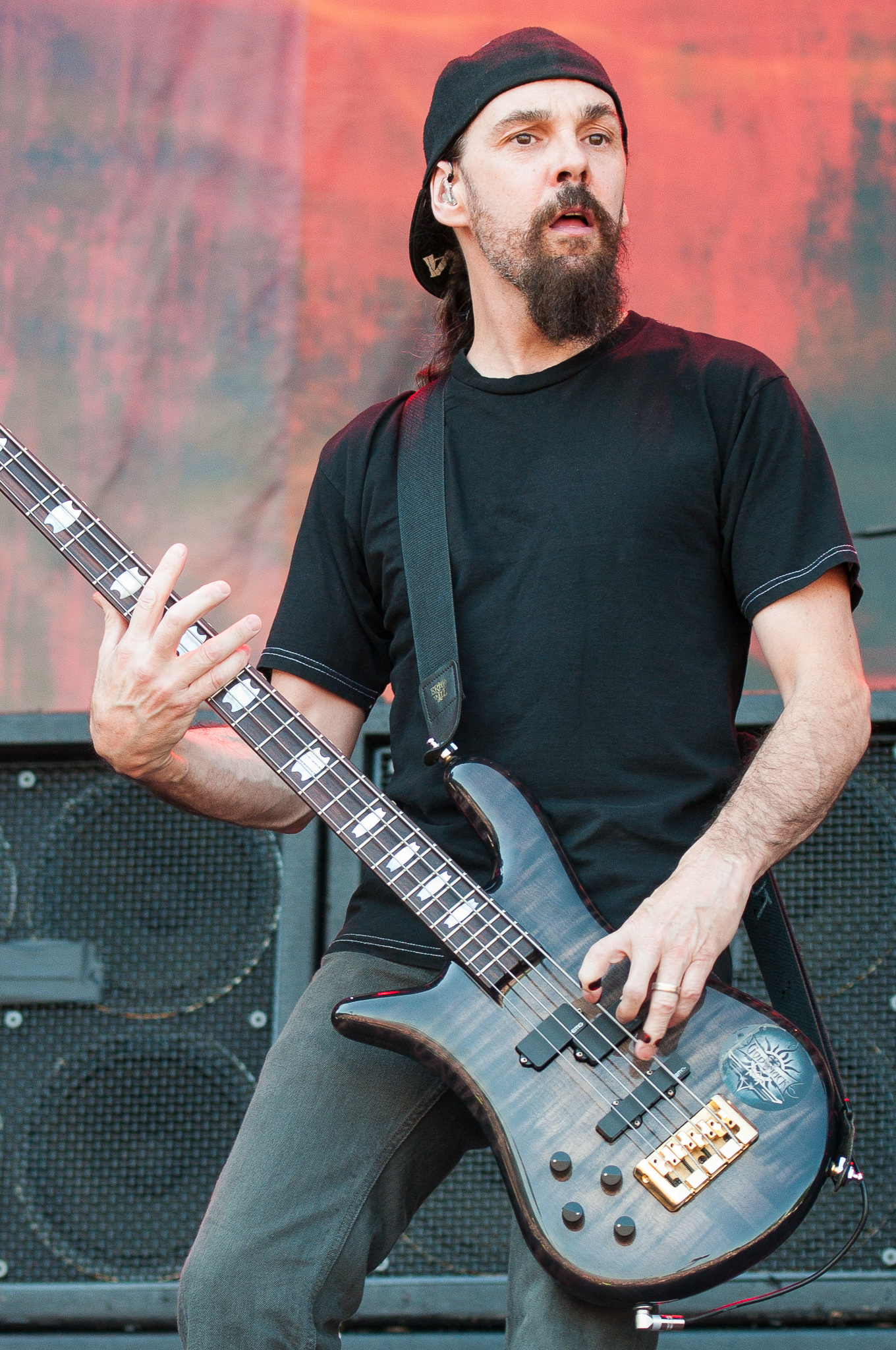
Robbie Merrill (* 1963)

- Merrill, Robert (1917–2004), US-amerikanischer Opernsänger (Bariton)
- Merrill, Robin (* 1953), englischer Sänger, Filmschauspieler, Fernsehmoderator, Conférencier und Orchesterleiter
- Merrill, Samuel (1822–1899), US-amerikanischer Politiker
- Merrill, Steve (1946–2020), US-amerikanischer Politiker, Gouverneur von New Hampshire (1993–1997)
- Merrill, Theodor (1891–1978), deutsch-amerikanischer Architekt
- Merrill, Thomas (* 1986), US-amerikanischer Autorennfahrer
- Merrill, Timothy (1781–1836), US-amerikanischer Politiker und Anwalt
- Merrill, Winifred Edgerton (1862–1951), US-amerikanische Lehrerin und Mathematikerin
- Merriman, Brian († 1805), irischer Barde und Fiddler, Bauer und Heckenschullehrer
- Merriman, Dwight (* 1968), US-amerikanischer Unternehmer und Autorennfahrer
- Merriman, Frederick (1873–1940), britischer Tauzieher
- Merriman, Huw (* 1973), britischer Politiker
- Merriman, John (1936–1999), britischer Langstreckenläufer
- Merriman, Mansfield (1848–1925), US-amerikanischer Bauingenieur
- Merriman, Ryan (* 1983), US-amerikanischer SchauspielerRyan Merriman (* 1983)
- Merriman, Shawne (* 1984), US-amerikanischer American-Football-Spieler
- Merriman, Truman A. (1839–1892), US-amerikanischer Jurist und Politiker
- Merrimon, Augustus Summerfield (1830–1892), US-amerikanischer Politiker
- Merriott, Ronald (* 1960), US-amerikanischer Wasserspringer
- Merrithew, Gerald (1931–2004), kanadischer Politiker
- Merritt, Abraham (1884–1943), amerikanischer Journalist und Autor
- Merritt, Anna Lea (1844–1930), US-amerikanische Malerin
- Merritt, Aries (* 1985), US-amerikanischer Hürdenläufer
- Merritt, Chris (* 1952), US-amerikanischer Opernsänger (Tenor)
- Merritt, Chris (* 1969), US-amerikanischer American-Football-Trainer
- Merritt, Edwin Albert (1860–1914), US-amerikanischer Jurist und Politiker
- Merritt, Ernest (1865–1948), US-amerikanischer Physiker
- Merritt, Howard S. (1915–2007), US-amerikanischer Kunsthistoriker und Kunstsammler
- Merritt, John (1920–1999), britischer Filmeditor
- Merritt, Jymie (1926–2020), US-amerikanischer Jazz-Bassist des Hardbop
- Merritt, Kim (* 1955), US-amerikanische Marathonläuferin
- Merritt, LaShawn (* 1986), US-amerikanischer Leichtathlet
- Merritt, Matthew J. (1895–1946), US-amerikanischer Politiker
- Merritt, Richie (* 2001), US-amerikanischer Schauspieler
- Merritt, Samuel Augustus (1827–1910), US-amerikanischer Politiker
- Merritt, Schuyler (1853–1953), US-amerikanischer Politiker
- Merritt, Stephanie (* 1974), britische Literaturkritikerin und Schriftstellerin
- Merritt, Theresa (1922–1998), US-amerikanische Musicaldarstellerin und Filmschauspielerin
- Merritt, Wesley (1834–1910), US-amerikanischer Soldat und General während des Sezessionskrieges und des Spanisch-Amerikanischen Krieges
- Merriweather Post, Marjorie (1887–1973), US-amerikanische Unternehmerin und Gründerin der Firma General FoodsMarjorie Merriweather Post (1887–1973)

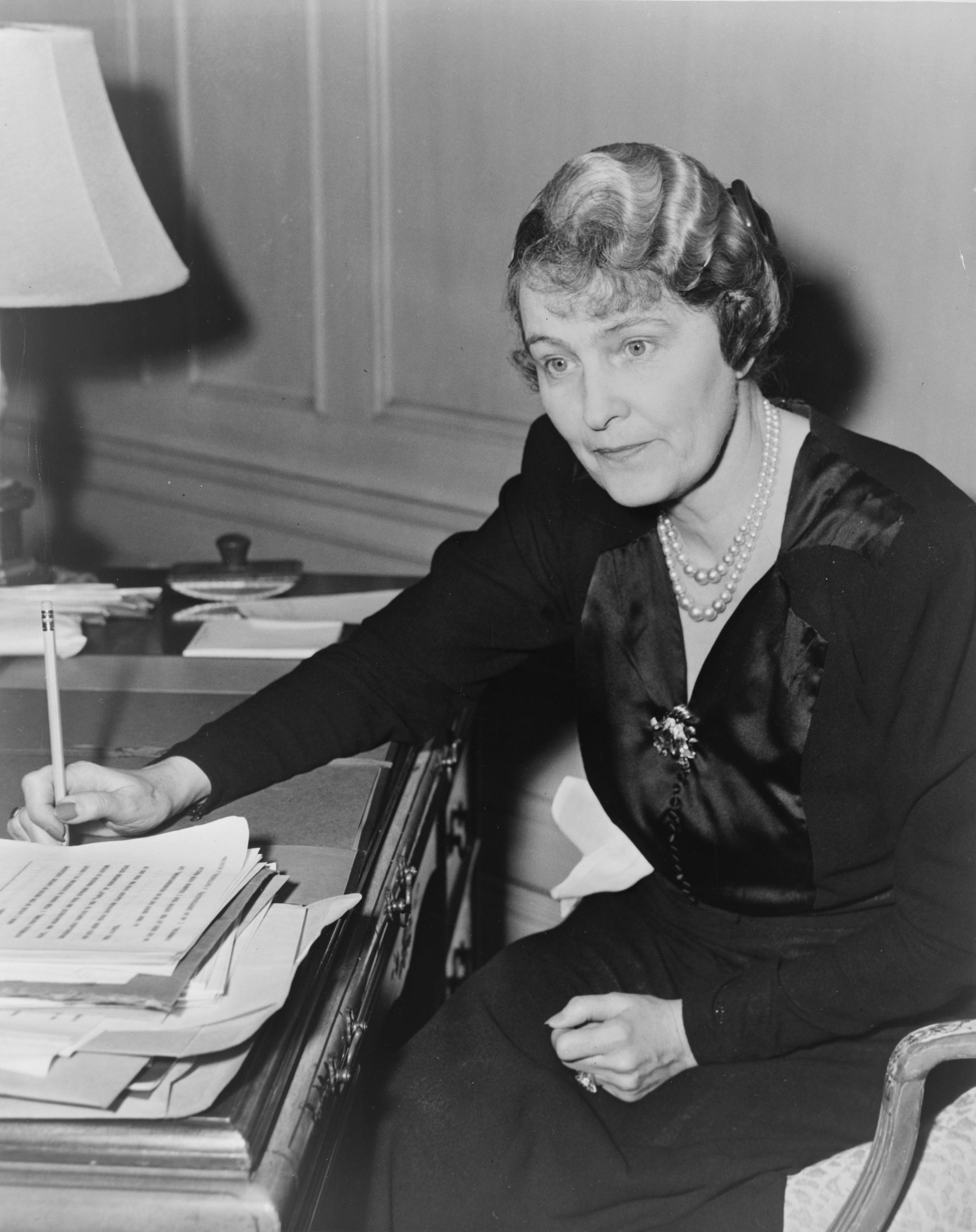
Marjorie Merriweather Post (1887–1973)

- Merriweather, Big Maceo (1905–1953), US-amerikanischer Blues-Musiker
- Merriweather, Daniel (* 1982), australischer R&B-Sänger

### Merro
- Merrow, Chester Earl (1906–1974), US-amerikanischer Politiker
- Merrow, Jane (* 1941), britische Schauspielerin

### Merry
- Merry del Val y Zulueta, Alfonso (1864–1943), spanischer Diplomat
- Merry del Val, Marquis Rafael (1831–1917), spanischer Diplomat
- Merry del Val, Rafael (1865–1930), spanischer Geistlicher, Kardinal der römisch-katholischen KircheRafael Merry del Val (1865–1930)

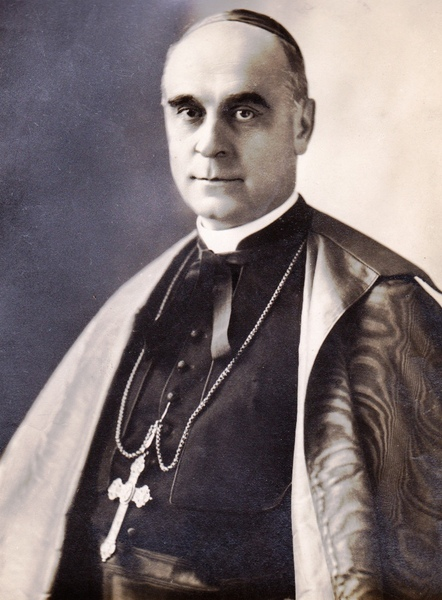
Rafael Merry del Val (1865–1930)

- Merry y Colom, Francisco (1829–1900), spanischer Diplomat
- Merry, Bruce (* 1944), südafrikanischer Italianist, Anglist und Neogräzist
- Merry, Katharine (* 1974), britische Sprinterin
- Merry, Robert W. (* 1946), US-amerikanischer Journalist, Publizist, Kommentator und Autor
- Merry, Sophie, irische Tänzerin und Videokünstlerin
- Merrygold, Aston (* 1988), britischer Popsänger
- Merryman, John Henry (1920–2015), US-amerikanischer Rechtswissenschaftler und Professor in Stanford
- Merryman, Marjorie (* 1951), US-amerikanische Komponistin und Musikpädagogin
- Merryweather, Alice (* 1996), US-amerikanische Skirennläuferin
- Merryweather, Bradley (* 2000), kanadischer Volleyballspieler